# Cheops
Cheops (altägyptisch Chufu) war der zweite König (Pharao) der altägyptischen 4. Dynastie im Alten Reich. Über seine Regierungszeit, die auf etwa 2620 bis 2580 v. Chr. datiert wird, und zu seiner Person existieren nur sehr wenige Zeugnisse.
Cheops folgte seinem Vater oder Stiefvater, König Snofru, auf den Thron und war der Erbauer der berühmten Cheops-Pyramide von Gizeh, einem der Sieben Weltwunder der Antike. Vor allem durch diese Pyramide wurde er berühmt; über sein Leben, seine Regierungszeit und jegliche staatsreligiösen Aktivitäten ist nur sehr wenig bekannt. Das einzig bekannte Abbild von Cheops, das vollständig erhalten blieb, ist eine etwa 7,5 cm große Elfenbeinfigurine, die 1903 in Abydos gefunden wurde und deren zeitliche Einordnung unsicher ist.
Von allen anderen Reliefs und Statuen gibt es nur noch Bruchstücke, seine Tempelanlagen sind als Ruinen erhalten oder verschollen. Was heute über Cheops bekannt ist, stammt aus Inschriften in seiner Nekropole und aus zeitlich viel späteren schriftlichen Überlieferungen. So ist er zum Beispiel die literarische Hauptfigur in den Erzählungen des Papyrus Westcar aus der 13. Dynastie. Das meiste ist aus den Schriftwerken antiker ägyptischer und griechischer Historiker überliefert.
Cheops’ Nachruf präsentiert sich insgesamt in zwiespältiger und nicht immer leicht zu beurteilender Form: Während er zumindest im Alten und Neuen Reich kultische Verehrung und Denkmalpflege genoss und sein Ansehen durch literarische Werke aufrechterhalten wurde, zeichneten die griechischen Gelehrten Manetho, Herodot und Diodor rund 2000 Jahre später ein äußerst negatives Charakterbild von ihm. Bis heute hat sich dank dieser griechischen Autoren dieses eher kritische bis düstere Bild von König Cheops gehalten.

## Name
Cheops (Χέοψ Chéops) ist die von Herodot und Diodor überlieferte, gräzisierte Namensform des Pharaos, der auch unter seinem Geburtsnamen Chufu (eigentlich Chnum-Chuf(u)) sehr bekannt ist. Weniger gebräuchliche, gräzisierte Varianten seines Namens sind das von Manetho bezeugte Sûphís (Σοῦφις) und das von Flavius Josephus überlieferte Sofe (Σόφη).

## Herkunft und Familie

### Abstammung
Die Mutter des Cheops war Hetepheres I.; als Vater wird seit langem sein Vorgänger Snofru angenommen. Dessen Söhne Anchhaf (vielleicht aber auch ein Sohn des Cheops), Nefermaat und Rahotep wären somit seine Halbbrüder gewesen.
Ob Snofru tatsächlich der Vater des Cheops war, ist bis heute nicht eindeutig geklärt. Sah man zu Beginn des 20. Jahrhunderts in Cheops noch einen Adligen aus der Provinz, der lediglich in Snofrus Familie eingeheiratet hatte, schienen die Grabungen von George Andrew Reisner in Gizeh hingegen für eine andere Version zu sprechen. 1925 wurde östlich der Cheopspyramide das Schachtgrab der Hetepheres (G 7000x) entdeckt, in dem sich zahlreiche Grabbeigaben fanden. Einerseits wurde im Grab mehrfach der Name des Snofru gefunden, andererseits wird sie als „Königsmutter“ (mwt nswt – mut-nesut) bezeichnet. Damit schien klar, dass sie die Gemahlin des Snofru war und somit beide die Eltern des Cheops waren.
In jüngerer Zeit wurden aber wieder vermehrt Zweifel an Cheops’ unmittelbarer königlicher Abstammung geäußert. Grund hierfür sind die Titel der Hetepheres und das Grab G 7000x als solches. Problematisch ist, dass unter den zahlreichen Titeln, die Hetepheres trug, nicht der der „Königsgemahlin“ (ḥmt nswt – hemet-nisut) zu finden ist. Im Gegenzug trug sie aber den Titel einer „leiblichen Gottestochter“ (s3t nṯr nt ẖt=f – sat netjer net chet=ef), der hier zum ersten Mal auftauchte. Es wurde daher die Vermutung geäußert, Cheops sei kein leiblicher Sohn des Snofru gewesen und habe stattdessen versucht, seinen Herrschaftsanspruch über eine fiktive göttliche Abstammung seiner Mutter zu legitimieren. Das Grab selbst spricht insofern gegen Cheops Abstammung von Snofru, als sämtliche Königinnengräber des Alten Reiches im Pyramidenkomplex ihrer Ehegatten und nicht ihrer Söhne errichtet wurden.
Diese Zweifel unterliegen jedoch gewissen Einschränkungen. Zum einen ist der Titel Königsgemahlin erst nach Hetepheres mit Sicherheit belegt, sein Fehlen ist somit kein eindeutiger Beweis gegen eine Ehe mit Snofru. Zum anderen ist nicht sicher, dass Hetepheres wirklich in Gizeh bestattet wurde. Obwohl ihr Grab unberaubt geblieben ist, wurde der Sarkophag leer vorgefunden. Dafür enthielt das Grab allerdings den Kanopenkasten mit den mumifizierten Organen der Hetepheres.
Zusammenfassend kann Hetepheres aufgrund der häufigen Nennung von Snofrus Namen im Grab G 7000x und aufgrund ihrer Titel mit hoher Wahrscheinlichkeit als Hauptfrau des Snofru angesehen werden, letzte Gewissheit dafür gibt es allerdings nicht. So könnte sie auch eine untergeordnete Nebenfrau oder eine Verwandte des Snofru gewesen sein. Im ersten Fall wäre Cheops dann zwar tatsächlich ein leiblicher Sohn des Snofru gewesen, aber ohne legitimen Thronanspruch.

### Ehen
Cheops war verheiratet mit Meritites I., einer Tochter Snofrus, sowie mit Henutsen und weiteren namentlich nicht bekannten Frauen. Meritites I. ist zeitgenössisch belegt, der Name von Henutsen ist hingegen nur auf einer Stele genannt, die in die 26. Dynastie datiert wird und sie als Besitzerin einer der Königinnenpyramiden des Cheops (GIc) ausweist.

### Nachkommen
Für Söhne des Cheops werden die späteren Pharaonen Radjedef (Djedefre) und Chephren sowie Babaef I., Hordjedef und Minchaef aufgrund ihrer Titel und der Position ihrer Gräber auf dem Ostfriedhof der Cheops-Pyramide gehalten. Ein weiterer Prinz namens Kawab, der ebenfalls in einem Grab auf dem Ostfriedhof bestattet wurde, galt in der Forschung lange Zeit als früh verstorbener Kronprinz, allerdings basiert diese Annahme nur auf der Position seines Grabes, weitere Belege existieren nicht. Nach neueren Erkenntnissen scheint Kawab wohl eher ein Sohn des Snofru und damit ein Bruder des Cheops gewesen zu sein.
Ein weiteres solches Grab gehörte Chufuchaef I., der entweder ein weiterer Sohn oder identisch mit dem späteren Pharao Chephren war. Nicht zeitgenössisch belegt ist ein Sohn namens Bauefre. Er wird in einer Felsinschrift im Wadi Hammamat und im Papyrus Westcar (beide im Mittleren Reich entstanden) erwähnt. Vielleicht war er identisch mit Babaef I. Mindjedef und Duaenhor waren eventuell ebenfalls weitere Söhne, vielleicht aber auch Söhne von Kawab und somit Enkel bzw. Neffen von Cheops.
Nicht eindeutig geklärt ist, ob auch Horbaef ein Sohn des Cheops war. Er ist nur durch seinen Sarkophag bezeugt, dessen genauer Fundort aber nicht notiert wurde. Eine spätere Zuordnung zu einem Grab auf dem Ostfriedhof der Cheopspyramide, auf dem die Söhne des Cheops bestattet wurden, ist daher spekulativ.
Töchter waren Hetepheres II. (Gemahlin des Kawab und nach dessen Tod des Radjedef) und Meresanch II. (Gemahlin des Horbaef), möglicherweise auch Chamerernebti I. (Gemahlin des Chephren) und Neferetiabet.

## Herrschaft

### Regierungsdauer
Über die Regierungsdauer des Cheops herrscht Unsicherheit. Der Königspapyrus Turin, der im Neuen Reich entstand und ein wichtiges Dokument zur ägyptischen Chronologie darstellt, nennt 23 Regierungsjahre, der griechische Geschichtsschreiber Herodot 50 und der im 3. Jahrhundert v. Chr. lebende ägyptische Priester Manetho sogar 63. Das höchste zeitgenössisch belegte Datum ist ein „17. Mal der Zählung“ (gemeint ist eine landesweite Zählung des Viehs zum Zwecke der Steuererhebung). Eine zusätzliche Problematik ergibt sich dadurch, dass diese Zählungen ursprünglich alle zwei Jahre, später aber auch teilweise jährlich durchgeführt wurden. Sollte unter Cheops eine regelmäßige zweijährliche Zählung stattgefunden haben, wären also 34 Regierungsjahre belegt. Thomas Schneider nimmt an, dass die 23 Regierungsjahre im Turiner Königspapyrus zweijährlichen Zählungen entsprachen und Cheops somit insgesamt 46 Jahre regierte.

### Handel und Expeditionen
Die einzigen genauer datierbaren Ereignisse aus seiner Regierungszeit sind drei Expeditionen, von denen er zwei in das Umfeld der Oase Dachla in der Libyschen Wüste entsandte und die der Beschaffung von Pigmenten dienten. Felsinschriften vom etwa 50 km westlich von Dachla gelegenen sogenannten „Wasserberg des Djedefre“ zufolge fanden diese Expeditionen im „Jahr nach dem 12. Mal der Zählung“ (25. Regierungsjahr) und im „Jahr nach dem 13. Mal der Zählung“ (27. Regierungsjahr) statt. 2011 wurde bei Wadi al-Garf am Roten Meer eine Hafenanlage erforscht, die gemäß der gefundenen Keramik und der Inschriften in der frühen 4. Dynastie, wahrscheinlich schon unter Snofru, gegründet wurde. Ein hier gefundener, stark zerstörter Papyrus nennt ebenfalls ein „Jahr nach dem 13. Mal der Zählung“ des Cheops und steht wohl im Zusammenhang mit einer Expedition auf die Sinai-Halbinsel.

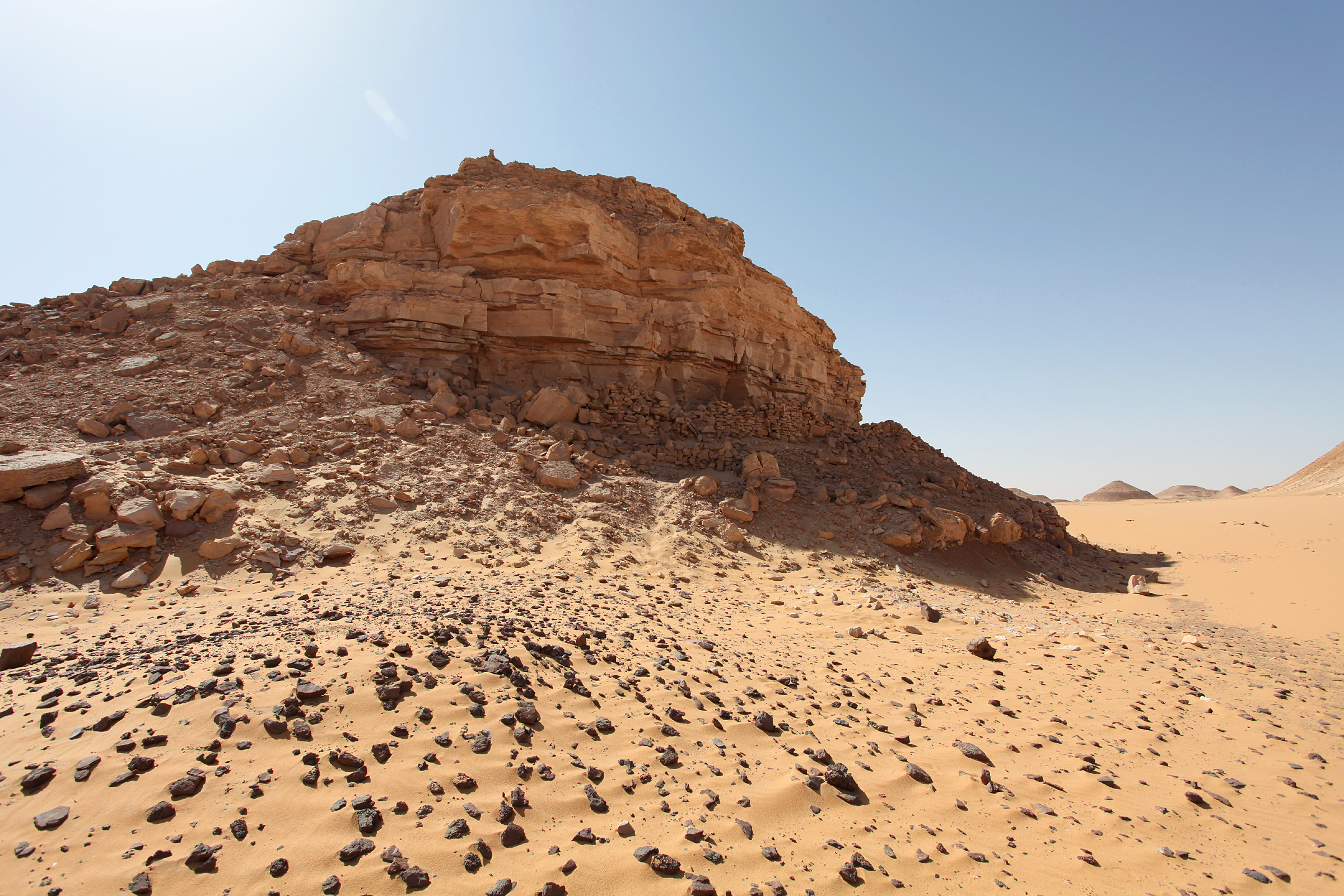
Der „Wasserberg des Djedefre“
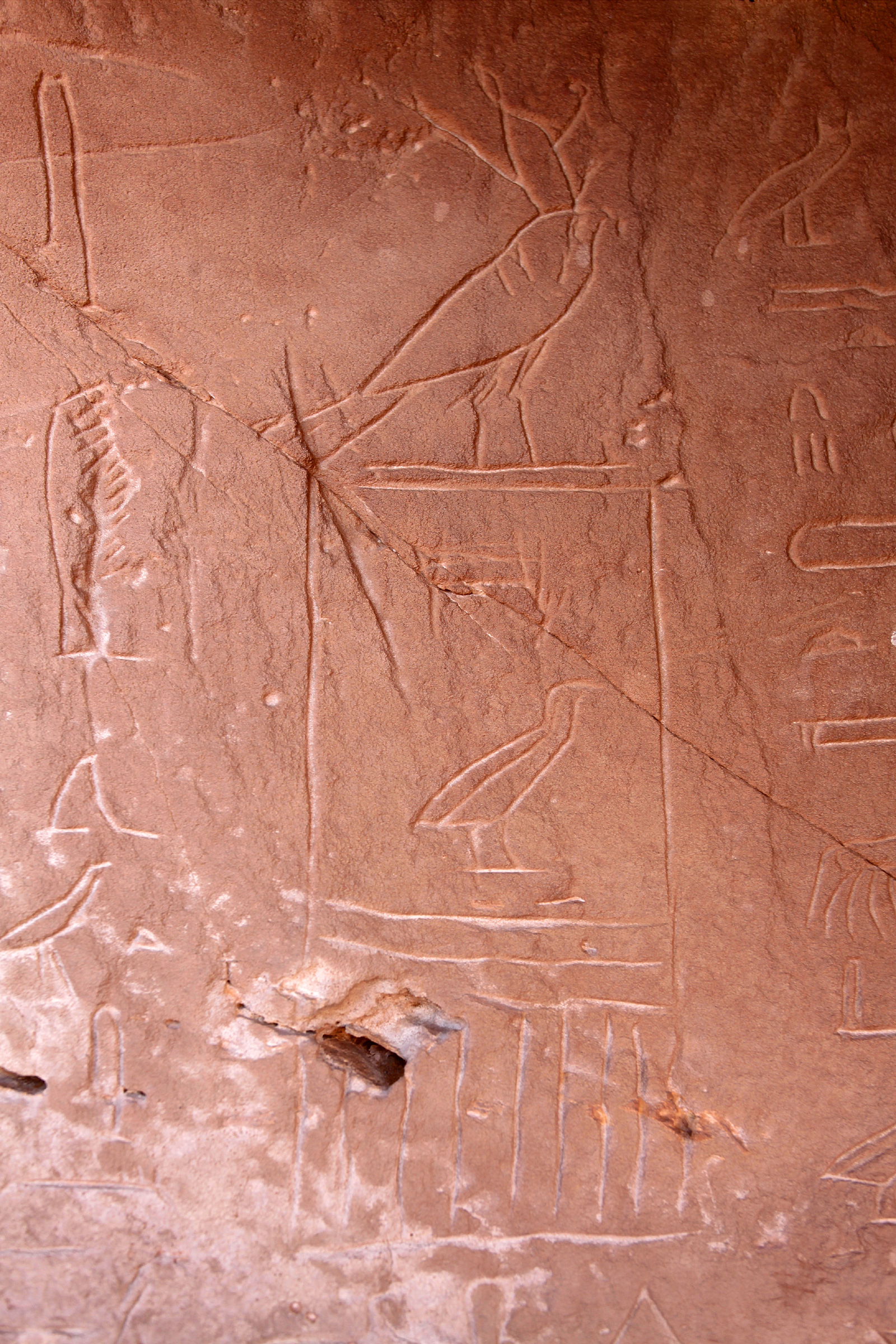
Inschrift mit Horusnamen des Cheops
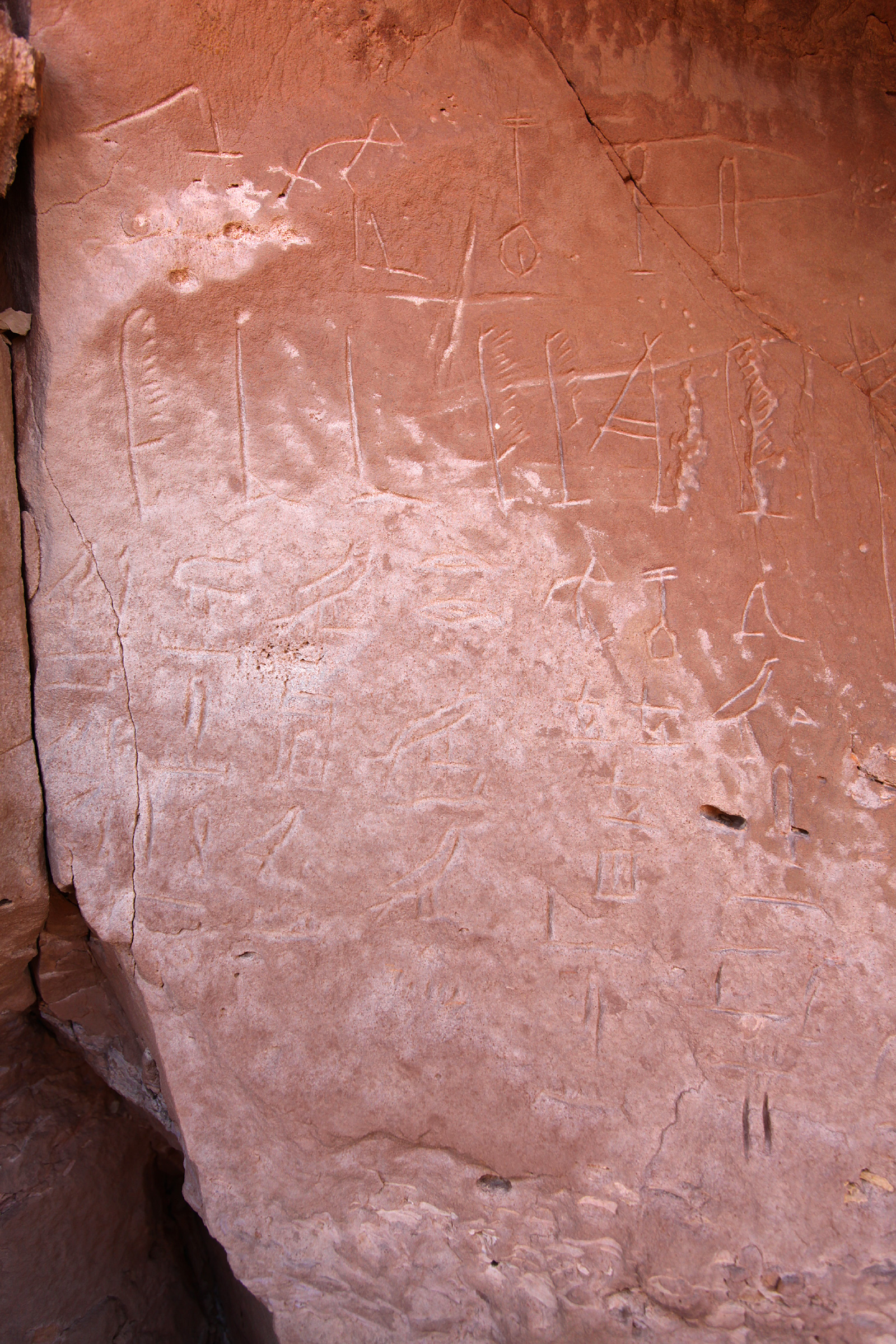
Inschrift mit Namen der Expeditionsleiter

Durch undatierte Graffiti ist Cheops in Elkab und auf Elephantine, sowie in den Steinbrüchen von Hatnub und des Wadi Hammamat belegt. Auch außerhalb der damaligen Grenzen Ägyptens ist sein Name bezeugt: In den Diorit-Steinbrüchen am Gebel el-Asr westlich von Abu Simbel ließ er zwei Stelen errichten. Eine Felsinschrift im Wadi Maghara auf dem Sinai zeigt Cheops als Beschützer der dortigen Minen. Auch Handelsbeziehungen mit der phönizischen Stadt Byblos lassen sich nachweisen. Dort wurden Fragmente von Alabaster-Gefäßen sowie eine Kupferaxt gefunden, die den Namen des Cheops tragen.

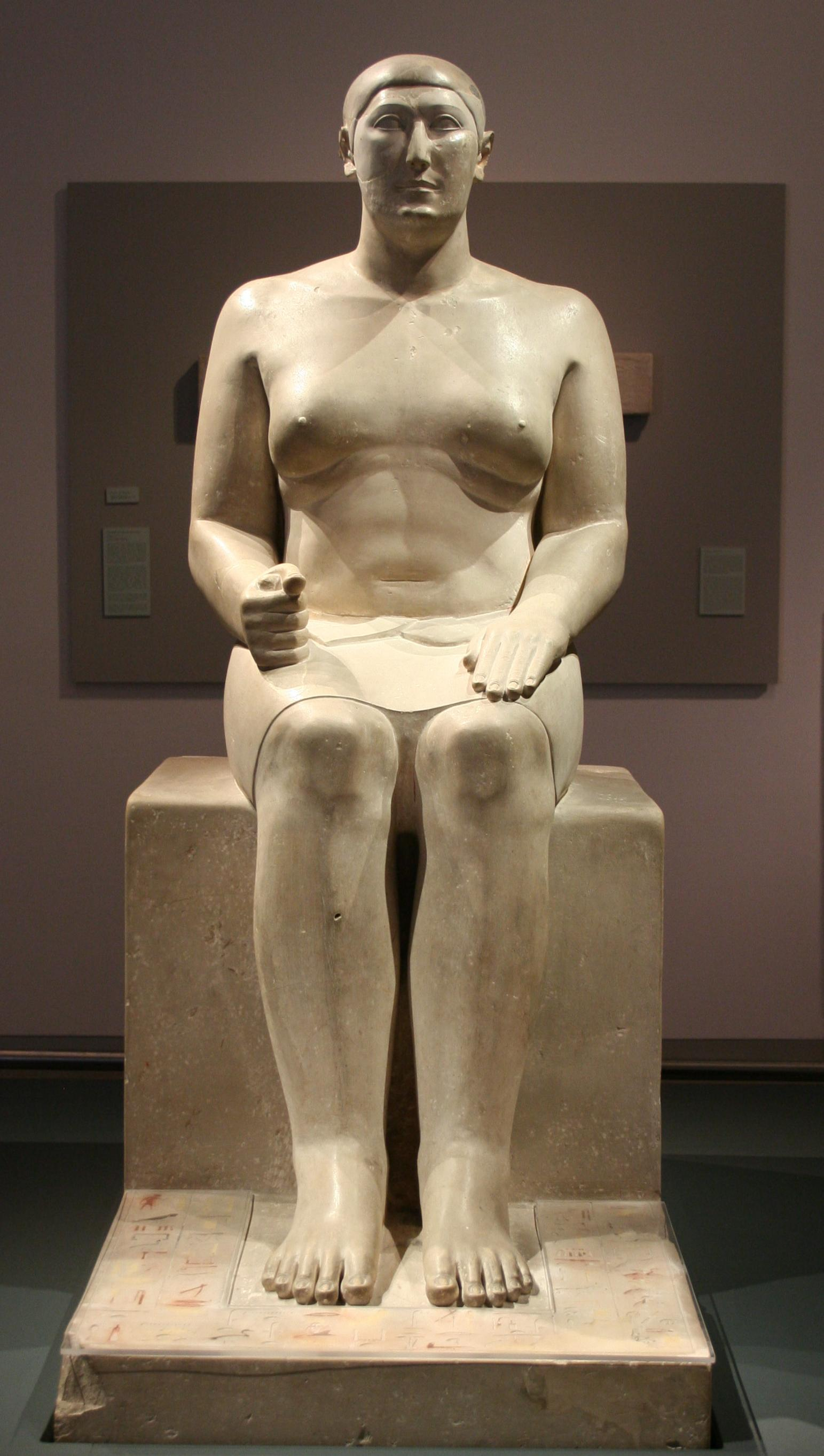
Statue des Hemiunu im Roemer- und Pelizaeus-Museum Hildesheim

## Der Hofstaat
Durch ihre Gräber in Gizeh sind etliche hohe Beamte des Cheops belegt. Auffällig ist, dass die höchsten Ämter nur von Mitgliedern der königlichen Familie bekleidet wurden. Den Titel des Wesirs trugen Anchhaf, Chufuchaef I. und Minchaef, möglicherweise auch Kawab; er wird allerdings nur auf einer Statue aus der 19. Dynastie explizit als Wesir bezeichnet.
Westlich der Cheops-Pyramide sind mehrere Beamte bestattet, die im Bauwesen beschäftigt waren. Der bedeutendste von ihnen war Hemiunu, wohl ein Neffe des Cheops. Er bekleidete ebenfalls das Amt des Wesirs und trug außerdem den Titel Vorsteher aller Bauarbeiten des Königs. Er war also der oberste Verantwortliche für den Bau der Cheops-Pyramide und der umliegenden Anlagen.
Weitere namentlich bekannte Personen mit leitender Position in der Bauverwaltung waren Iunu, Kaemach, Kanefer und Wepemnofret. Bei diesen weniger hohen Beamten ist keine unmittelbare verwandtschaftliche Beziehung zum Königshaus nachweisbar. Die hier genannten und weitere Grabinhaber, deren Ämter nicht bekannt sind, trugen zwar den Titel Königssohn bzw. Königstochter, jedoch fehlten ihnen weitere Titel, die bei tatsächlichen Prinzen und Prinzessinnen stets vorhanden waren. Es dürfte sich hierbei also nur um reine Rangtitel gehandelt haben, die nicht auf eine direkte königliche Abstammung hinwiesen.

## Bautätigkeit

### Gizeh

#### Die Cheopspyramide

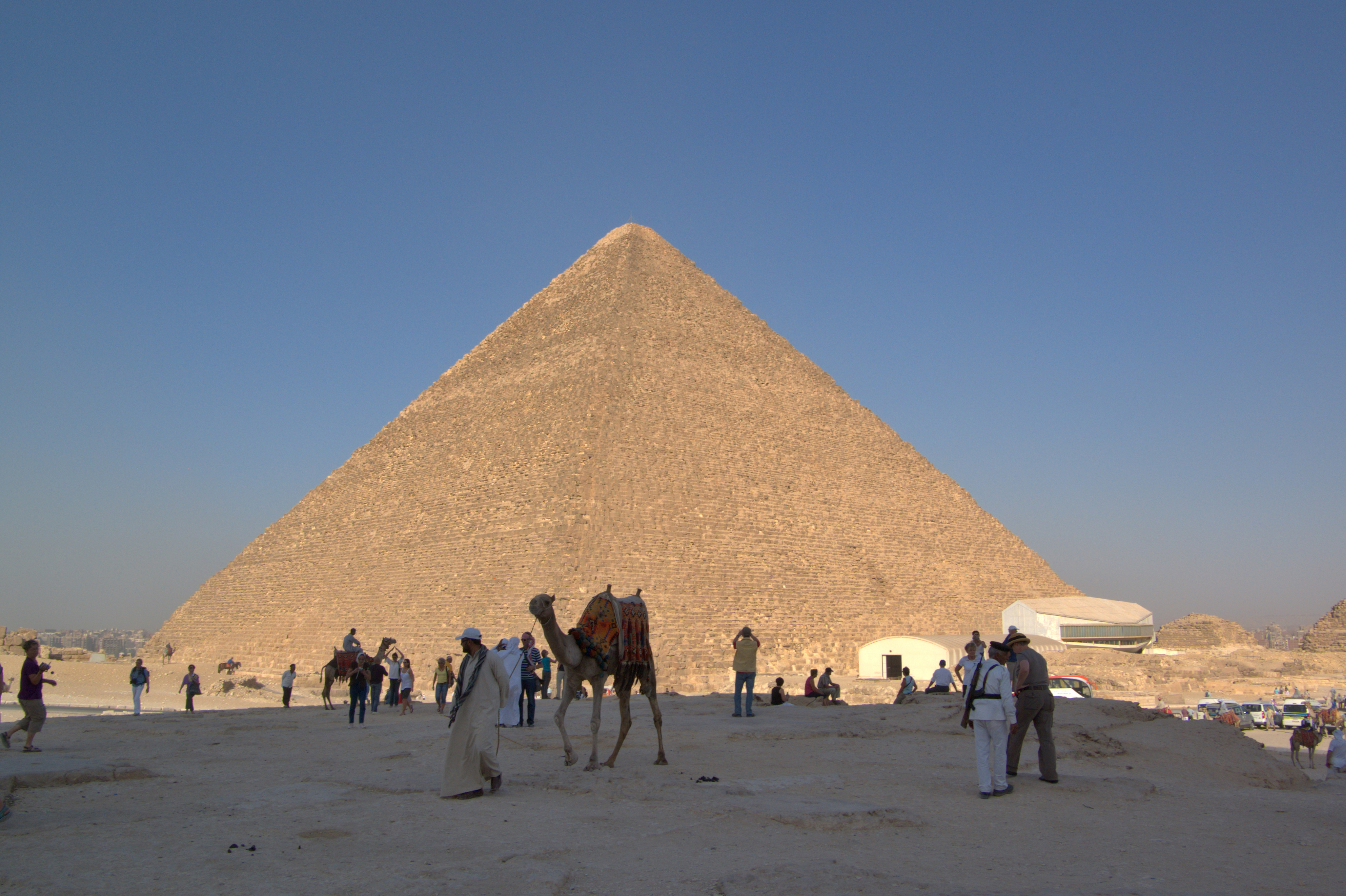
Die Cheops-Pyramide in Gizeh

Cheops’ besondere Bekanntheit ist vor allem durch die Cheops-Pyramide in Gizeh begründet, die höchste Pyramide der Welt. Er nannte seine Pyramide Achet Chufu, was Horizont des Cheops bedeutet. Sie wird zu den sieben antiken Weltwundern gezählt. Ihre Seitenlänge beträgt 230 Meter und sie war ursprünglich 147 Meter hoch. Da sie aber in späterer Zeit als Steinbruch für Bauten in Kairo benutzt wurde, ist sie um etwa 10 Meter niedriger geworden. Für die Erbauung der Pyramide wurden insgesamt circa 2,5 Millionen Steinblöcke verwendet. Als Baumaterial diente hauptsächlich örtlich vorkommender Kalkstein. Für die so genannten Entlastungskammern über der Grabkammer wurde auch Granit verwendet. Die Verkleidung der Pyramide bestand ursprünglich aus weißem Tura-Kalkstein und wurde im Mittelalter fast vollständig abgetragen, um Baumaterial für die Altstadt von Kairo zu gewinnen.
An der Nordseite befindet sich der ursprüngliche Eingang und einige Meter unterhalb ein Tunnel, der im 9. Jahrhundert im Auftrag des Kalifen Al-Ma'mun angelegt wurde, um ins Innere der Pyramide vordringen zu können. Im Inneren befinden sich drei Kammern: Die erste unterhalb der Pyramide im gewachsenen Fels, die zweite (Königinnenkammer) etwas höher im Kernmauerwerk, die dritte mit Sarkophag oberhalb der Großen Galerie. Der Granitsarkophag misst 2,28 × 0,98 × 1,05 Meter. Ein Leichnam oder Grabbeigaben wurden nicht gefunden. Die Pyramide wurde also offensichtlich spätestens im Mittelalter, wahrscheinlich aber schon zu pharaonischer Zeit ausgeraubt.

#### Der Pyramidenkomplex

Plan der Nekropole von Gizeh

An der Ostseite der Pyramide befindet sich der Totentempel, von dem heute nur noch die Fundamente erhalten sind. Der Taltempel konnte bisher nicht ausfindig gemacht werden, da sich auf seinem vermuteten Standort heute ein Dorf erstreckt.
Östlich und westlich der Pyramide entstanden unter Cheops zwei große Friedhofsanlagen. Auf dem Ostfriedhof befinden sich drei Königinnenpyramiden für die Ehefrauen des Cheops. Die südliche (G1c) gilt als Pyramide der „Großen Gemahlin“, Königin Henutsen, die mittlere (G1b) war für Meritites bestimmt, die nördliche (G1a) galt als Kultpyramide, bis Rainer Stadelmann sie in Verbindung mit dem Grabschacht (G 7000x) der Königsmutter Hetepheres I. brachte. Eine vierte, kleinere Pyramide diente als Kultpyramide für den König. Ebenfalls im Osten wurden mehrere große Mastabas gebaut, in denen die nahen Verwandten des Cheops, vorwiegend seine Söhne und deren Ehefrauen, beerdigt wurden. Die westliche Friedhofsanlage besteht aus kleineren Mastabas, deren Besitzer hauptsächlich hohe Beamte waren. Beide Friedhöfe wurden in den folgenden beiden Dynastien weitergenutzt und vergrößert.

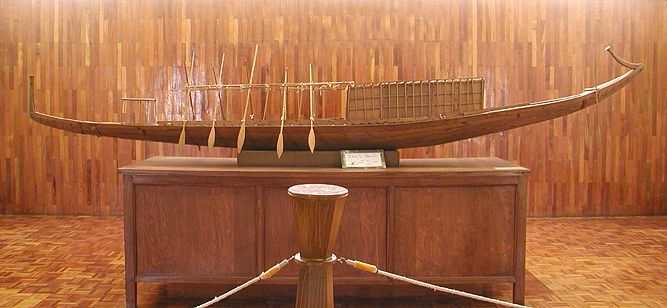
Modell der geborgenen Cheops-Barke

Insgesamt sieben Bootsgruben wurden im Pyramidenbezirk angelegt: Je zwei auf der Ost- und Südseite der Cheopspyramide, eine nahe dem Totentempel und zwei zwischen den Königinnenpyramiden. Die beiden Gruben auf der Südseite wurden 1954 entdeckt und enthielten noch zwei vollständige, auseinandergenommene Barken.
Eines dieser Schiffe wurde restauriert und ist heute in einem eigenen Museum zu besichtigen. Das zweite befindet sich nach wie vor in der versiegelten Grube und wurde 1995 bis 1996 von japanischen Archäologen mit Kamerasonden erforscht. Auch dieses Schiff soll in den nächsten Jahren geborgen und restauriert werden.

#### Die Sphinx

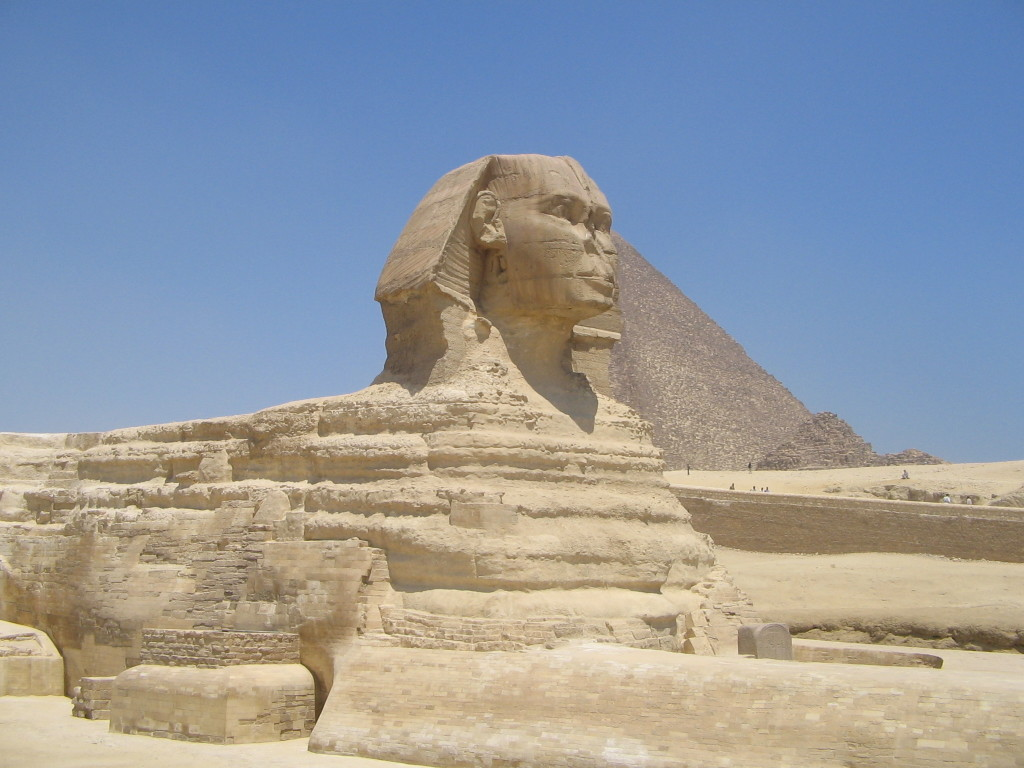
Die große Sphinx von Gizeh

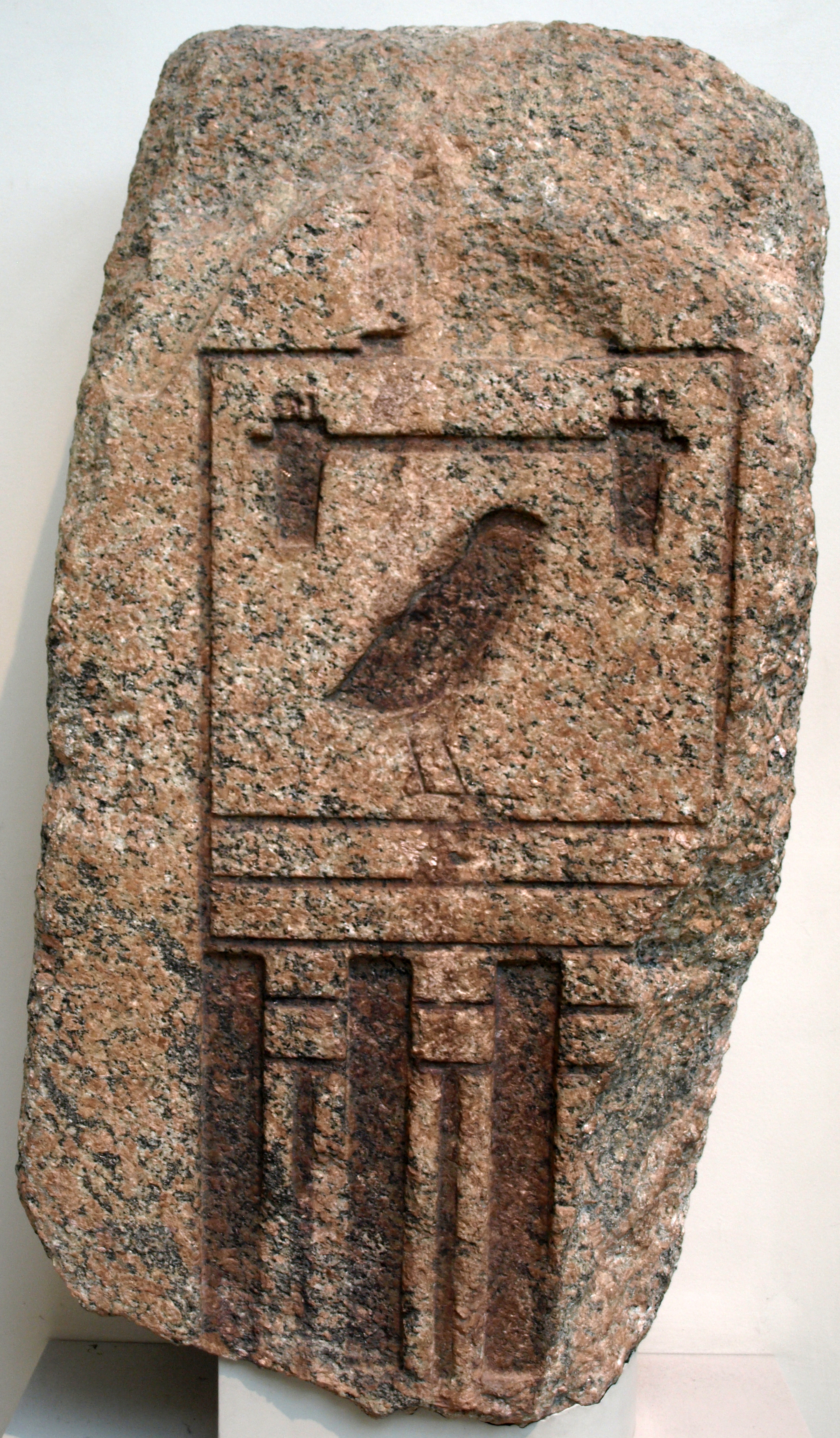
Granitblock mit dem Horusnamen des Cheops aus Bubastis

Die Sphinx wird mehrheitlich für ein Werk des Chephren gehalten, wofür es allerdings keine eindeutigen zeitgenössischen Belege gibt. Die Annahme beruht hauptsächlich auf der Tatsache, dass sich die Sphinx und ihr Tempel unmittelbar neben dem Taltempel der Chephren-Pyramide befinden. Anhand der stilistischen Darstellung des Kopfes glaubt Rainer Stadelmann allerdings, dieses Monument Cheops zurechnen zu können. Ein Indiz stellt hierbei die Form des Gesichtes dar: Dieses ist bei Statuen des Chephren stets länglich dargestellt, während die Sphinx ein eher breites Gesicht aufweist, ebenso wie die Statuen des Cheops. Auch wird Chephren stets mit Bart dargestellt, Cheops hingegen ohne. Die Sphinx trug zwar zeitweise einen Bart, doch wurde dieser erst im Neuen Reich angebracht. Auch das Kopftuch liefert nach Stadelmann mehrere Indizien für Cheops. Zunächst ist bei der Sphinx das gesamte Kopftuch plissiert, was sich so auch bei Cheops, nicht aber bei Chephren findet, bei dessen Kopftuch nur die Seitenflügel plissiert sind. Beim Kopftuch der Sphinx fehlt außerdem ein Stirnband, das bei Chephren stets vorhanden ist. Schließlich scheint noch die Uräusschlange auf der Stirn der Sphinx eher für Cheops zu sprechen, da sie hier erhaben gearbeitet ist, während sie ab Radjedef flach dargestellt wird.

### Bautätigkeit außerhalb Gizehs
Bauprojekte des Cheops außerhalb Gizehs sind nur sehr spärlich belegt. Ein Granitblock aus seiner Regierungszeit wurde in Tida bei Buto gefunden. Weitere Blöcke in Tanis und Bubastis wurden wohl sekundär dorthin verschleppt. Eine Inschrift im aus ptolemäischer Zeit stammenden Hathor-Tempel von Dendera nennt Cheops außerdem als Erbauer des heute nicht mehr erhaltenen Vorgängerbaus.

## Statuen

### Die Statuette aus Abydos

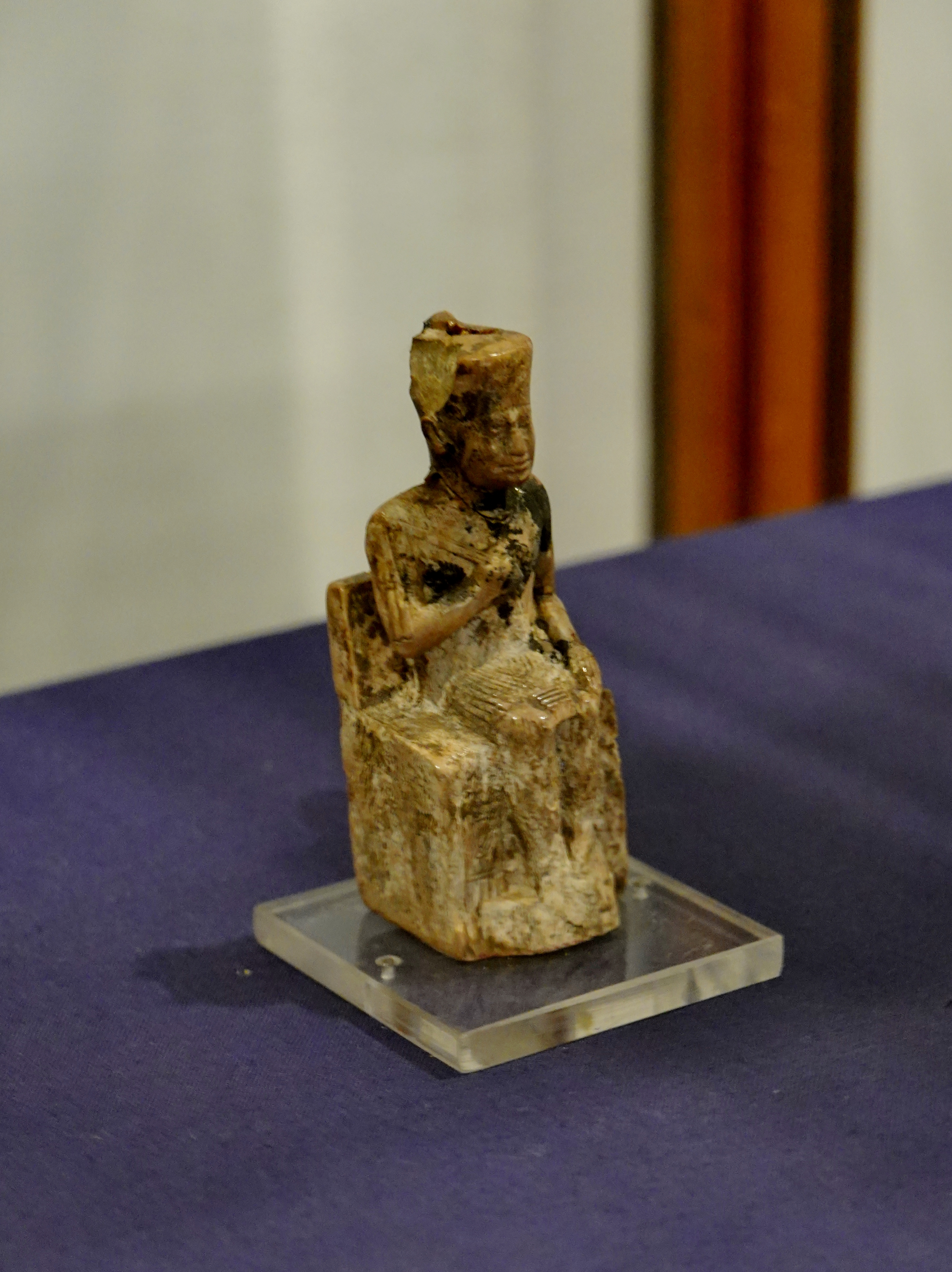
Statuette des Cheops

Das bekannteste rundplastische Bildnis des Cheops ist eine nur 7,5 cm hohe Statuette aus Elfenbein, die 1903 von Flinders Petrie in Abydos gefunden wurde und die sich heute im Ägyptischen Museum in Kairo befindet. Sie zeigt den thronenden König, der die rote Krone von Unterägypten trägt. Eine Kartusche, die den Eigennamen des Herrschers enthielt, ist heute nicht mehr lesbar. Allerdings lässt sich auf dem Thron neben dem rechten Unterschenkel des Herrschers noch deutlich der Horusname des Cheops erkennen. Das Alter der Statuette ist umstritten. Lange Zeit wurde sie für ein Werk der 4. Dynastie gehalten; Zahi Hawass hingegen datiert sie in eine wesentlich jüngere Zeit, nämlich in die 26. Dynastie.

### Weitere Statuen
Sehr oft ist zu lesen, die kleine Statuette aus Abydos sei das einzige erhaltene Abbild des Cheops. Diese Aussage ist jedoch nicht korrekt. Tatsächlich ist sie nur das einzige annähernd vollständig erhaltene Abbild, von dem man sicher weiß, dass es Cheops darstellt. Darüber hinaus gibt es auch noch eine ganze Reihe weiterer Funde, die sich diesem Herrscher zuordnen lassen. Eine zweifelsfreie Zuordnung ist bei insgesamt drei Statuettenbasen möglich, die alle aus Gizeh stammen. Eine befindet sich heute im Museo Egizio in Turin. Das Fragment misst gerade einmal 3,3 × 4,5 × 2,6 cm. Es ist aus Kalkstein gefertigt und zeigt den linken Fuß des Herrschers, neben dem noch die Reste einer Kartusche mit dem Namen „…fu“ zu erkennen sind, der sich zu „Chufu“ ergänzen lässt.

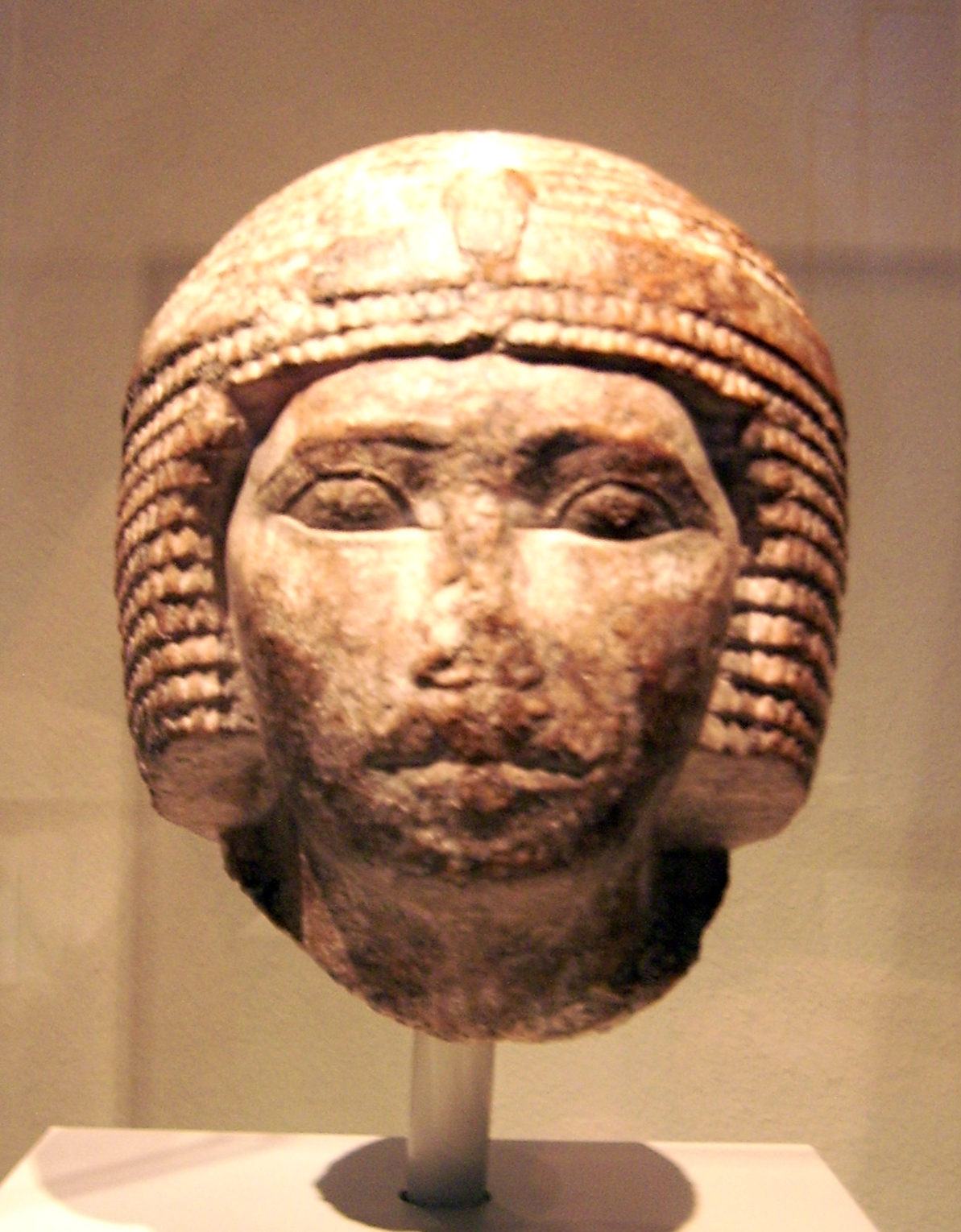
Berliner Königskopf

Die beiden anderen Stücke befinden sich im Museum of Fine Arts in Boston; beide sind aus Alabaster gefertigt. Das erste (Inv.-Nr. 24.2711) wurde nördlich der Königinnenpyramide G I-a gefunden. Es besteht aus einer Basisplatte, auf der sich noch Reste der Füße erhalten haben. Es misst 8,2 × 7,6 cm. Der Name des Cheops ist hier vollständig erhalten. Das zweite (Inv.-Nr. 13.3448) wurde im Schutt der Mastaba G 2391, unmittelbar nordwestlich der Cheops-Pyramide gefunden. Hier sind ein Teil der Basisplatte und Reste der Füße erhalten. Wie schon bei dem Turiner Fragment ist auch hier nur noch das Ende von Cheops’ Namen erhalten.

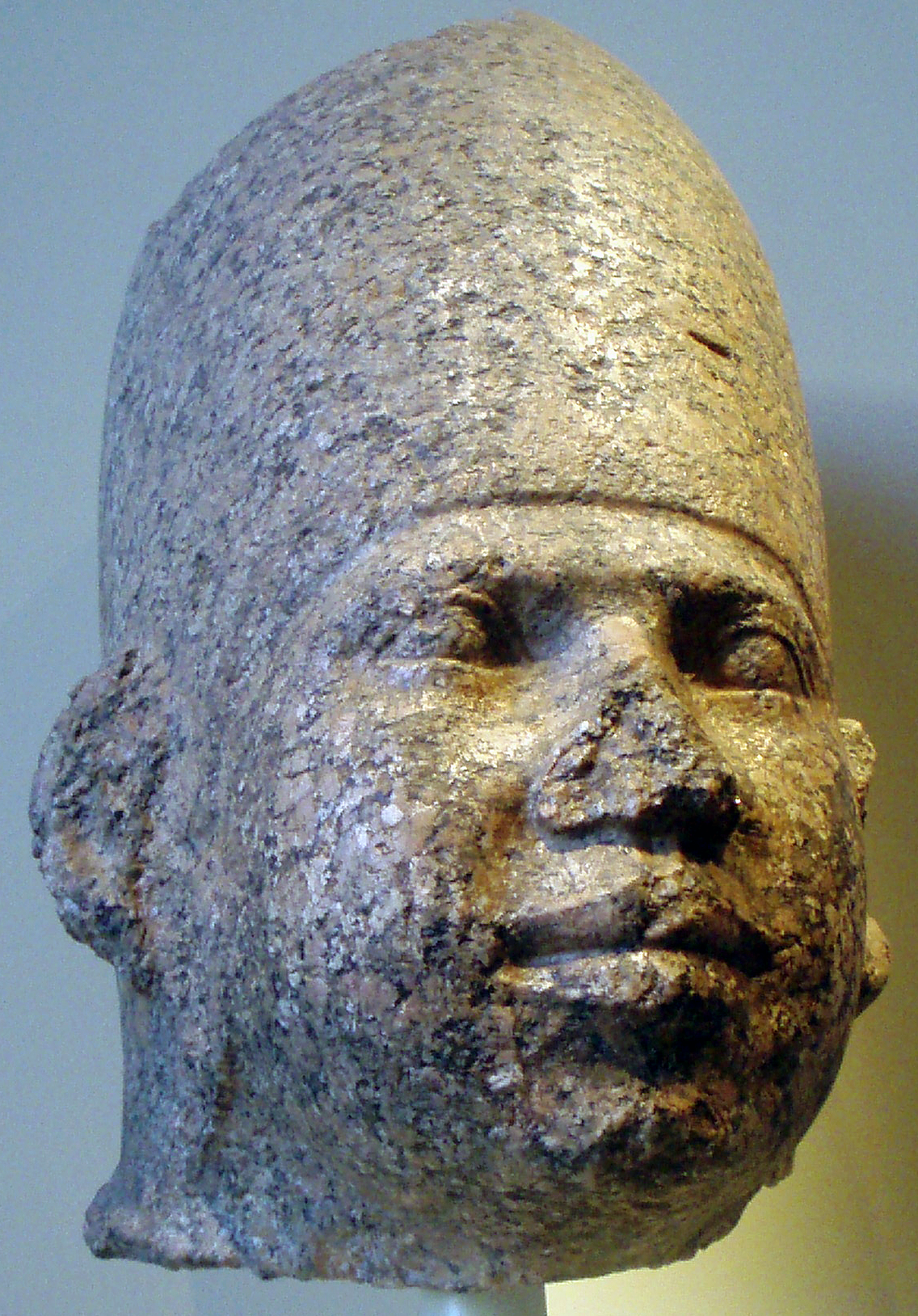
Brooklyner Königskopf

Bei Grabungen die zwischen 2001 und 2003 im Nordwesten Sakkaras stattfanden, wurden zwei Terrakottafiguren gefunden, die beide eine Löwengöttin zeigen, zu deren Füßen je zwei als Kinder dargestellte Könige stehen. Bei der ersten Figur, die eine Gesamthöhe von 100 cm aufweist, ist der rechte König mit dem Horusnamen des Cheops gekennzeichnet. Der linke König ist separat gearbeitet und trägt den Eigennamen von Pepi I., einem Herrscher der 6. Dynastie. Vermutlich war dessen Standbild nachträglich angebracht worden und die Figur dürfte bereits unter Cheops entstanden sein. Die zweite Figur ist in Größe und Aussehen mit der ersten nahezu identisch. Der einzige Unterschied ist, dass die Göttin hier ein Zepter hält. Wiederum sind zu ihren Füßen zwei Könige dargestellt, von denen der linke nachträglich angebracht wurde und den Namen von Pepi I. trägt. Beim rechten hat sich keine Inschrift erhalten. Aufgrund ihrer Ähnlichkeit gehen die Ausgräber aber davon aus, dass beide Statuen zusammengehören und gleichzeitig unter Cheops oder dessen Nachfolger angefertigt wurden. Später fügte dann Pepi I. sein Abbild hinzu. Im Mittleren Reich schließlich wurden die inzwischen zerbrochenen Statuen repariert und wiederverwendet, wobei die dargestellten Könige gegenüber der Löwengöttin wohl an Bedeutung verloren hatten, da ihre Namen mit Gips überstrichen wurden.
Neben den beschrifteten Basen und den beiden Gruppenstatuen befinden sich in verschiedenen Museen noch acht weitere Stücke, die sich nur durch ihre Stilistik und/oder ihren Fundort Cheops zuordnen lassen. Das Museum of Fine Arts in Boston besitzt Fragmente von insgesamt drei möglichen Cheops-Statuen. Die erste war eine Sitzstatue aus Alabaster. Von ihr sind zwei Fragmente (Inv.-Nr. 25-1509a-b) erhalten, die in der Nähe des Grabes von Cheops’ Mutter Hetepheres gefunden wurden. Eines zeigt die Statuenbasis und einen Fuß, das andere den auf die Brust gelegten rechten Arm des Herrschers. In der Kapelle der Mastaba des Idu (G 7102) auf dem Ostfriedhof der Cheops-Pyramide wurde ein weiteres Fragment (Inv.-Nr. 27.1466) aus Alabaster entdeckt, das zu einer lebensgroßen Statue gehörte. Es umfasst Teile einer Perücke und die Flügelspitze eines Horus-Falken. Das dritte Fragment aus Boston besteht aus den Resten eines Löwenkopfes, der wohl zu einem Thron des Cheops gehörte.
Zwei weitere Objekte beherbergt das Roemer- und Pelizaeus-Museum in Hildesheim; auch diese wurden aus Alabaster gefertigt. Eines zeigt eine katzenköpfige Göttin (Bastet oder Sachmet). Die Haltung ihres rechten Armes verrät, dass sie ursprünglich zu einer Statuengruppe gehörte, ähnlich den bekannten Triaden des Mykerinos. Aufgrund ihrer Stilistik wird sie der frühen 4. Dynastie zugeordnet. Das zweite Objekt ist ein Thron, von dem nur noch vier Fragmente (Inv.-Nr. 5416, 6447 und 6448) erhalten sind, die auf dem Friedhof G I S unmittelbar südlich der Cheops-Pyramide gefunden wurden.

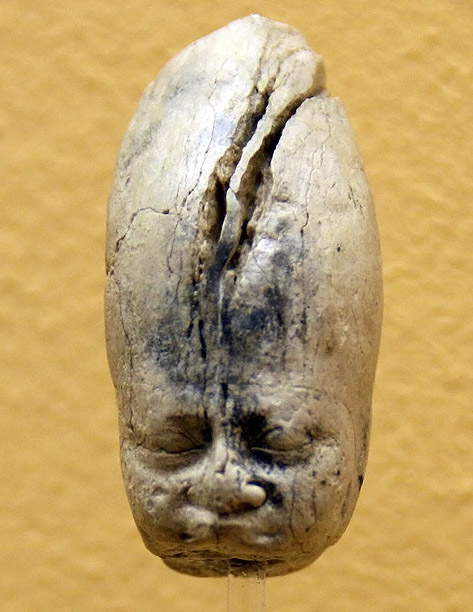
Münchner Königskopf

Sehr unsicher ist die zeitliche Einordnung eines in Berlin befindlichen Kopfes einer königlichen Statue (Inv.-Nr. 14396). Er wurde 1899 von Adolf Erman in Gizeh gekauft und besteht aus Breccie. Edna Russmann glaubt, hierin ein Bildnis des Cheops erkennen zu können. Diese Zuordnung ist allerdings problematisch, da die Kriterien dafür nicht eindeutig sind. So kann etwa die runde Perücke nur schwer für die zeitliche Einordnung herangezogen werden, da aus dem Alten Reich zu wenige Beispiele dafür existieren. Auch dass der Kopf bartlos dargestellt ist, wie es für Cheops typisch zu sein scheint, ist kein hinreichender Beweis. Dietrich Wildung beispielsweise ordnet den Berliner Kopf dem König Niuserre aus der 5. Dynastie zu – auch dieser wurde ohne Bart dargestellt. Rainer Stadelmann weist schließlich darauf hin, dass die Uräusschlange auf der Stirn des Königs so wie sie hier dargestellt ist, erst seit der Regierungszeit des Chephren belegt ist.
Nicht eindeutig ist auch die Zuordnung eines Kopfes im Brooklyn Museum (Inv.-Nr. 46.167). Er ist 54,3 cm hoch und besteht aus Rosengranit. Sein Fundort ist unbekannt. Aufgrund der Gesichtsform wird er zuweilen Cheops zugeordnet, von anderen Archäologen aber auch seinem Großvater Huni.
Ein Kopf mit fast den gleichen Gesichtszügen wie beim Brooklyner Kopf befindet sich im Staatlichen Museum Ägyptischer Kunst in München. Er ist mit 5,7 cm Höhe aber wesentlich kleiner und besteht aus Kalkstein.
Durch das Kairo-Fragment Nr. 2 (C2 / K2 – nach W. Helck), vermutlich aus dem ehemaligen Annalenstein der 5. Dynastie, wissen wir von zwei weiteren, heute nicht mehr erhaltenen Statuen, die Cheops in Auftrag gab; die eine hatte eine Höhe von 7 Metern, die andere war aus purem Gold.

## Cheops im Gedächtnis des Alten Ägypten

### Altes Reich
Cheops genoss während des Alten Reiches einen umfangreichen Totenkult. Bis zum Ende der 6. Dynastie sind insgesamt 67 Totenpriester und sechs mit dem Totenkult in Zusammenhang stehende Beamte belegt. Von den Priestern waren zehn während der 4. Dynastie aktiv (sieben von ihnen waren Mitglieder der königlichen Familie), 28 während der 5. Dynastie und 29 während der 6. Dynastie. Dies ist eine außerordentlich hohe Anzahl. Zum Vergleich: Für seinen Vorgänger Snofru waren es im gleichen Zeitraum nur 18 und für seine beiden Nachfolger Radjedef und Chephren sind acht bzw. 32 Totenpriester und Beamte bezeugt.
Ein solcher Totenkult hatte stets auch große wirtschaftliche Bedeutung, da für die Versorgung mit Opfergaben zahlreiche landwirtschaftliche Güter (Domänen) eingerichtet wurden. Im Fall von Cheops ließ die wirtschaftliche Bedeutung des Kultes allerdings rasch nach. Von insgesamt 60 königlichen Domänen sind 35 aus der 4. Dynastie und 25 aus der 5. Dynastie bekannt. Während der 6. Dynastie scheint der Totenkult bereits keine wirtschaftliche Rolle mehr gespielt zu haben, denn aus dieser Zeit sind gar keine Domänennamen mehr überliefert.

### Mittleres Reich

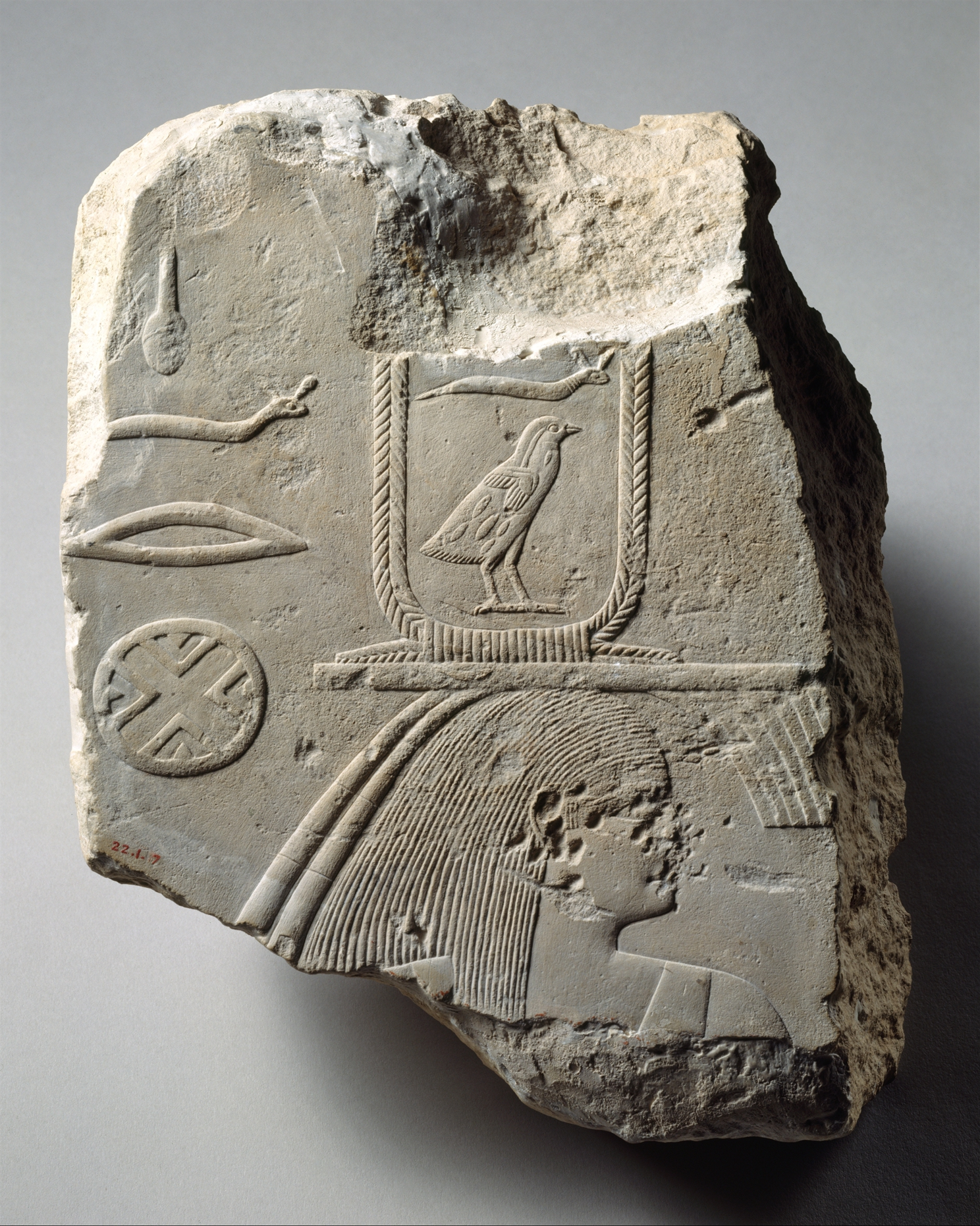
Relieffragment aus den Tempeln der Cheops-Pyramide, das in der Amenemhet-I.-Pyramide in Lisht wiederverwendet wurde; Metropolitan Museum of Art, New York, Inv.-Nr. 22.1.7

Während des Mittleren Reiches war der Totenkult des Cheops weitestgehend erloschen. Zwar existierte in dieser Zeit die Pyramidenstadt Achet-Chufu weiterhin, die Kulttempel indes blieben ungenutzt. Zu Beginn der 12. Dynastie ließ König Amenemhet I. die Tempel großflächig abreißen und verwendete die Steine zum Bau seiner eigenen Pyramide in el-Lischt.
Eine Statuengruppe in Moskau, die in die 13. Dynastie datiert, deutet an, dass Cheops als Gott verehrt wurde. Sein Name erscheint als Gott in der dortigen Opferformel.

#### Wadi Hammamat
Ein wichtiges Dokument aus der 12. Dynastie ist eine Felsinschrift im Wadi Hammamat, die nebeneinander die Namen von Cheops und seinen Söhnen Radjedef, Chephren, Hordjedef und Bauefre nennt. Alle diese Namen sind in Kartuschen geschrieben, was zu der Vermutung führte, Hordjedef und Bauefre könnten einst als Könige regiert haben. Allerdings gibt es dafür keinerlei zeitgenössische Anhaltspunkte.
Als wahrscheinlichere Motivation für die Anbringung der Inschrift kann angenommen werden, dass Cheops und seine Söhne als Schutzheilige des Wadi Hammamat verehrt wurden. Diese These wird dadurch unterstützt, dass in Koptos, am Ausgangspunkt für Expeditionen ins Wadi, ein Alabastergefäß mit dem Namen des Cheops gefunden wurde und somit anzunehmen ist, dass er dort einst kultische Verehrung genoss.

#### Die Erzählungen des Papyrus Westcar

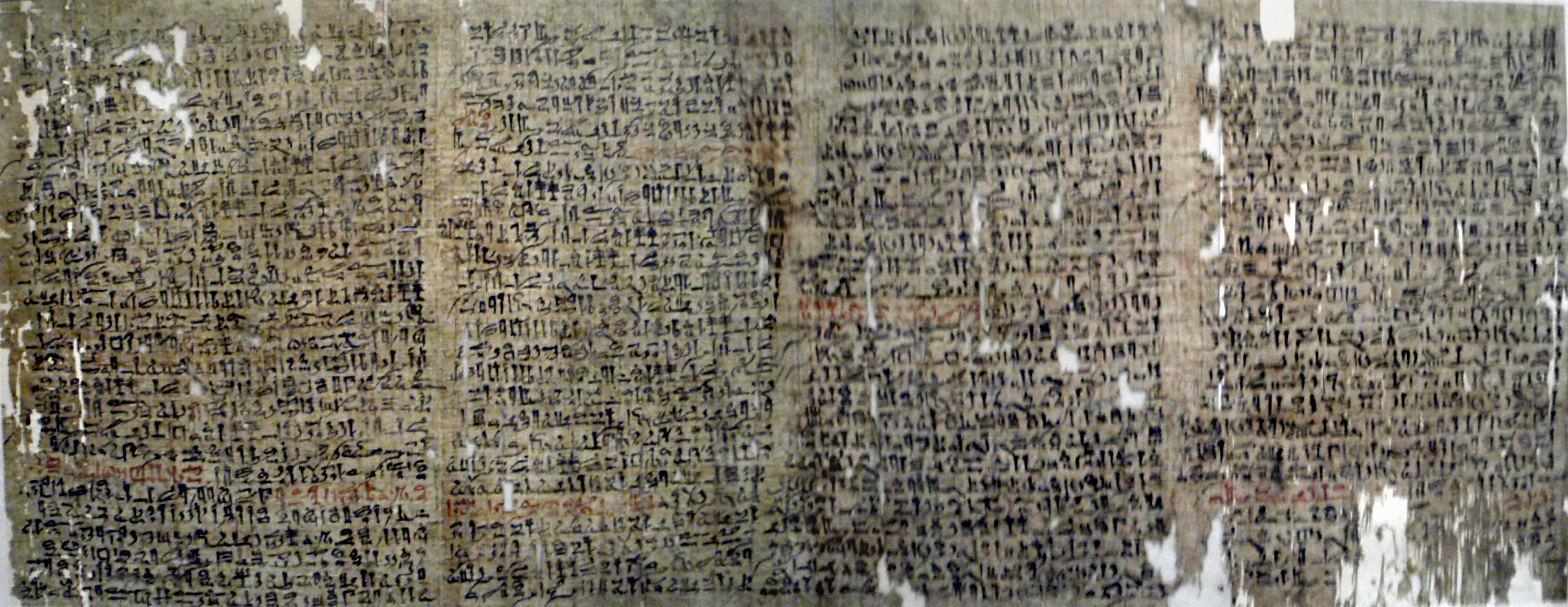
Der Papyrus Westcar

Ein wichtiges Dokument aus der 13. Dynastie, das Cheops nennt, ist der berühmte Papyrus Westcar, in welchem der König Zeuge eines Wunders wird und eine Prophezeiung von einem Zauberer namens Dedi erhält. Innerhalb der Geschichte wird Cheops in einer schwer zu beurteilenden Weise dargestellt. Zunächst erscheint er rücksichtslos bei der Entscheidung, einen verurteilten Gefangenen enthaupten zu lassen, um die magischen Kräfte von Dedi zu testen. Dann jedoch erweist sich der Pharao als wissbegierig, lernfähig und großzügig: er akzeptiert Dedis Empörung und sein anschließendes Angebot, statt des Gefangenen drei Tiere zu köpfen. Außerdem hinterfragt er geduldig die Umstände und die Inhalte der Prophezeiung und belohnt den Zauberer großzügig, nachdem alles besprochen ist. Die widersprüchliche Darstellung des Cheops ist bis heute Gegenstand von Auseinandersetzungen zwischen Ägyptologen und Historikern. Besonders frühere Ägyptologen und Historikern wie Adolf Erman, Kurt Heinrich Sethe und Wolfgang Helck bewerteten Cheops’ Charakter als herzlos und häretisch. Sie berufen sich auf die antiken griechischen Traditionen von Herodot und Diodor, die ein übertrieben negatives Charakterbild von Cheops beschreiben, ohne auf die paradoxen (weil positiven) Traditionen der Ägypter zu achten, die diese selbst immer gelehrt hatten. Aber andere Ägyptologen, wie zum Beispiel Dietrich Wildung, sehen in Cheops’ Urteil einen Akt der Gnade: der Gefangene hätte sein Leben wieder zurückerhalten können, wenn Dedi seine Magie tatsächlich ausgeübt hätte. Wildung glaubt, dass die Weigerung Dedis eine Anspielung auf den Respekt, den Ägypter gegenüber dem menschlichen Leben zeigten, gewesen sei. Die alten Ägypter waren der Meinung, dass das menschliche Leben nicht für dunkle Magie oder ähnlich böse Dinge missbraucht werden dürfe. Verena Lepper und Miriam Lichtheim vermuten, dass eine schwer zu beurteilende Darstellung von Cheops genau das war, was der Autor geplant hatte: Er wollte einen geheimnisvollen Charakter erschaffen.

### Neues Reich
Während des Neuen Reiches erwachte in Ägypten wieder neues Interesse an der Nekropole von Gizeh. Während der 18. Dynastie errichtete Amenophis II. einen Tempel nördlich der Sphinx. Hier ließ er auch eine Stele aufstellen, auf der Gizeh als „Ruheplatz des Cheops und des Chephren“ bezeichnet wird. Sein Sohn und Nachfolger Thutmosis IV. ließ die Sphinx später vom Wüstensand befreien und zwischen ihren Vorderpranken die so genannte Sphinxstele (auch Traumstele) errichten. Sie enthält in Bezug auf Cheops und Chephren eine recht ähnliche Formulierung wie auf der Stele Amenophis’ II. Allerdings finden sich auf keiner von beiden eindeutige Angaben darüber, wer als Erbauer der Sphinx angesehen wurde.
Während der 19. Dynastie unternahm Chaemwaset, ein Sohn Ramses’ II., landesweit Restaurierungsprojekte. Dazu gehörten auch zahlreiche Pyramiden, wie durch Inschriften bekannt ist. Möglicherweise zählte auch die Cheopspyramide dazu. Zwar ist von ihrer äußeren Verkleidung nichts mehr übrig, durch die Schriften des griechischen Geschichtsschreibers Herodot ist jedoch überliefert, dass sich wohl auch auf der Cheopspyramide ursprünglich Inschriften befanden, wenn Herodot diese auch als Angabe der Lebensmittelrationen für die Arbeiter fehlinterpretierte.
Ebenfalls in die 19. Dynastie werden einige Graffiti datiert, die in den Gräbern von Chnumhotep II. und des Amenemhet in dem mittelägyptischen Ort Beni Hassan angebracht wurden und den Namen des Cheops beinhalten. Diese Graffiti stehen wahrscheinlich im Zusammenhang mit der Stadt Menat-Chufu, die sich in der Nähe der Gräber befunden haben muss. Der Ort wird in den Grabinschriften genannt und spätere Besucher des Grabes lasen den Namen des Herrschers und sahen ihn vielleicht im Zusammenhang mit einem Tempel des Cheops, der sich in der Nähe dieser Gräber befunden haben könnte. In Menat-Chufu (Amme des Cheops) bei Beni Hassan wurde sogar der Geburtsort dieses Königs vermutet.
2022 wurden bei Grabungen in Heliopolis Blöcke mit dem Namenszug des Cheops entdeckt. Sie stammen entweder von einem Gebäude, das Cheops dort errichten ließ oder es handelt sich um Blöcke aus Gizeh, die während der 19. oder 20. Dynastie abtransportiert und in Heliopolis wiederverwendet worden waren.

### Dritte Zwischenzeit und Spätzeit

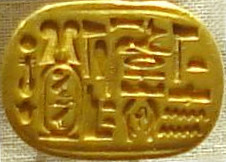
Siegelring des Cheops-Priesters Neferibre

Wohl schon seit der 18. Dynastie diente der Totentempel der zum Cheops-Komplex gehörenden Königinnenpyramide G-I-c als Heiligtum der Isis. In der 21. Dynastie wurde dieser Tempel ausgebaut. In der 26. Dynastie erfuhr er eine wesentliche Erweiterung. In dieser Zeit sind dort Isispriester belegt, die auch den Titel eines Priesters des Cheops führten. Aus der 26. Dynastie stammt eine Stele, die so genannte Inventory Stela, die von der Gründung dieses Tempels berichtet und Cheops außerdem als Bauherrn seiner Pyramide sowie der Königinnenpyramide der Henutsen (G-I-c) nennt.
Aus Gizeh oder Sakkara stammt ein goldener Siegelring, der in die 27. Dynastie datiert wird und einem Priester des Cheops namens Neferibre gehörte. Aus der Spätzeit stammen darüber hinaus über 30 Skarabäen mit seinem Namen, die eine gewisse Verehrung seiner Person in dieser Zeit belegen. Die Skarabäen mit seinem Namen wurden bei Teilen der Bevölkerung anscheinend als glücksbringend empfunden. Im Isis-Tempel ist außerdem ein Priesterstammbaum angebracht, der sich über sieben Generationen erstreckt und einen Zeitraum von um 670 bis 488 v. Chr. umfasst. Es ist allerdings fraglich, ob Cheops selbst tatsächlich wieder einen eigenständigen Kult genoss oder ob er hier lediglich eine symbolische Rolle im Sinne eines vermeintlichen Gründers des Isis-Tempels spielte. Die Rolle eines fiktiven Urkönigs spielte er noch bis in ptolemäische Zeit.
Laut Dietrich Wildung bilden die Texte zum Gedenken an Cheops einen geschlossenen Denkmälerkomplex, der eng an den Isistempel bei der Großen Pyramide gebunden ist. Sämtliche Inschriften können einer Familie bzw. Familientradition einer einzigen Sippe zugeschrieben werden, denen die Erinnerung an die alten Könige vorbehalten bleibt. Der als „Gründerkönig“ und nicht etwa als Objekt kultischer Verehrung genannte Cheops hat gemäß Wildung auch später in der 26. und in der 27. Dynastie ebenso wenig einen eigenen Kult in Giza genossen wie die anderen Könige der 4. Dynastie, die in den Graffiti und auf der Serapeumsstele aufgeführt werden. Vielmehr wurden den wirklichen Priestertiteln lediglich Epitheta und somit fiktive Priesterämter im Dienste der Herrscher beigefügt, die in Giza ihre Grabdenkmäler haben. Die, durch ihre Tätigkeit als Priester in der Nähe der Großen Pyramide, mit den Verhältnissen vertrauten Isispriester wählten zur Ausschmückung ihrer Titelreihe der Königspriestertümer lediglich jene Herrscher aus, deren Denkmäler sie auch vor den Augen hatten.

## Cheops im Gedächtnis der Antike

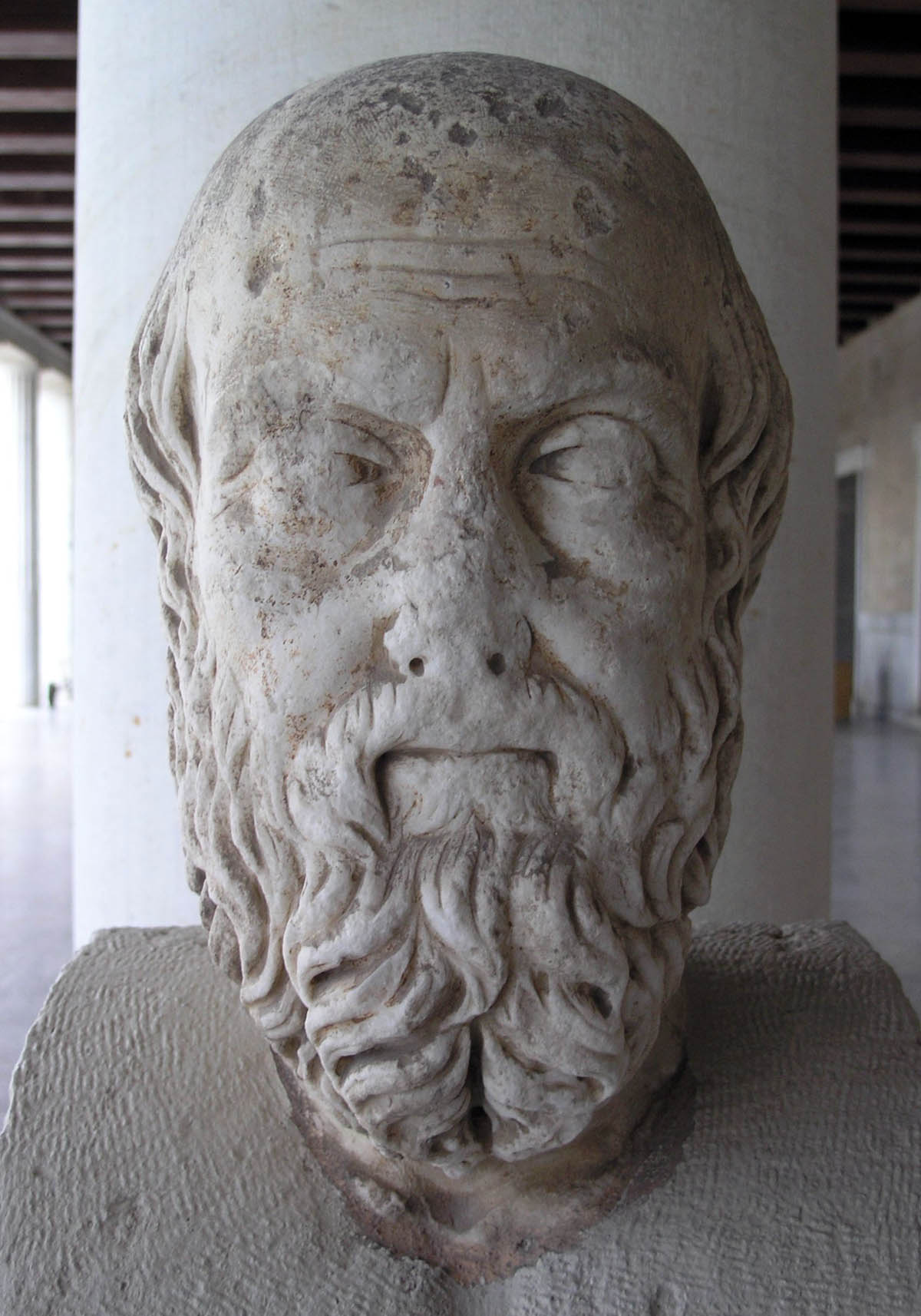
Büste von Herodot

### Überlieferungen
Der altägyptische Historiker Manetho nennt Cheops in seinen Aegyptiaca „Suphis“ und spricht ihm eine Herrschaft von 63 Jahren zu. Er erwähnt auch, dass Cheops die Große Pyramide gebaut habe, dann behauptet er, dass sein Zeitgenosse Herodot sagt, dass die Pyramide von einem König „Chéops“ gebaut worden sei. Offensichtlich hielt Manetho „Chéops“ und „Suphis“ für zwei verschiedene Könige. Manetho berichtet auch, dass Cheops ein heiliges Buch mit der Absicht, seiner Verachtung gegen die Götter Ausdruck zu verleihen, geschrieben und dass er (Manetho) das Buch während seiner Reise durch Ägypten erworben habe. Die Geschichte über das angebliche „Heilige Buch“ wird von modernen Ägyptologen in Frage gestellt, denn es wäre sehr ungewöhnlich, dass ein Pharao Bücher schrieb und dass ein so kostbares Dokument so leicht an Privatleute verkauft worden wäre.
Der antike griechische Geschichtsschreiber Herodot beschreibt Cheops geradezu als Häretiker und grausamen Tyrann: Er berichtet, dass Cheops seinem Vater Rhampsinitos auf dem Thron gefolgt sei, nachdem der mildtätige und großzügige Herrscher gestorben war. Cheops habe 50 Jahre lang regiert und die Ägypter unter ihm fürchterlich zu leiden begonnen: Mit der Thronbesteigung solle der König damit angefangen haben, gegen die Götter zu schmähen. Danach habe Cheops alle Göttertempel schließen und die Priester von ihrer Arbeit fernhalten lassen, indem er alle Art von Opfer an jegliche Gottheit verboten habe. Anschließend habe Cheops die Ägypter dazu gezwungen, ihm die größte Pyramide aller Zeiten zu bauen, und Herodot beschreibt ausschweifend, wie seiner Meinung nach die Pyramide errichtet worden und welche Gerätschaften dabei zum Einsatz gekommen seien. Herodot behauptet auch, dass unter der Pyramide eine riesige Kammer mit einem tiefen See und einer künstlichen Insel in der Mitte geschaffen und dass der goldene Sarkophag des Cheops zusammen mit der Mumie und den kostbaren Grabbeigaben dort aufgebahrt worden sei. Dann berichtet Herodot, wie viele Zwiebeln, Lattiche und Lauchpflanzen die Arbeiter konsumiert hätten und dass er alle Informationen von einem Dolmetscher bei Gesprächen mit dem örtlichen Totenpriestern erhalten habe. Als dem König das Geld auszugehen drohte, habe der Herrscher seine eigene Tochter in ein Bordell geschickt, um seine Kassen zu füllen. Allein die Entlohnung der Arbeiter habe, laut einem Schriftkundigen, 1600 Talente verschlungen. Über die Tochter wird gesagt, sie habe sich, um selbst ein Denkmal für sich errichten zu können, von jedem Liebhaber einen Stein schenken lassen. Mit diesen Steinen habe sie sich eine kleine Pyramide mit einer Kantenlänge von etwa 150 Fuß (entspricht etwa 45,7 Meter) nahe der ihres bösen Vaters gebaut.
Der antike Historiker Diodor behauptet, neben seinen Nacherzählungen von Herodots Überlieferungen, dass Cheops bei seinem Volk derart verhasst gewesen sei, dass die Totenpriester des Königs dessen Sarkophag mitsamt Leichnam und Grabbeigaben an einem geheimen Ort in Sicherheit brachten und versteckten.
Ähnliche Geschichten werden über König Chephren erzählt. Er wird als der direkte Nachfolger des Cheops beschrieben und ebenfalls als böse dargestellt und es heißt, dass er 56 Jahre lang regierte. Herodot behauptet, dass die Ägypter auch unter ihm schwer zu leiden hatten, die Schreckenszeit der Ägypter habe – zusammen mit der Tyrannenherrschaft des Cheops – insgesamt 106 Jahre angedauert. Aber dann beschreibt er einen König Mykerinos als Nachfolger des Chephren und dass dieser König das Gegenstück zu seinen beiden Vorgängern gewesen sei: Herodot beschreibt Mykerinos als traurig und bestürzt über die Grausamkeiten von Cheops und Chephren und wie er Wohlstand und Frömmigkeit zurück nach Ägypten gebracht habe.

### Deutungen
Heute bewerten moderne Ägyptologen wie zum Beispiel Aidon Dodson, Dietrich Wildung, Wolfgang Helck und Siegfried Morenz Herodots und Diodors Geschichten als eine Art üble Nachrede, die beide von der zeitgenössischen Weltanschauung der Autoren geprägt waren. Sie mahnen zudem zur Vorsicht hinsichtlich der Glaubwürdigkeit der antiken Darstellungen. Manetho, Herodot und Diodor lebten und wirkten rund 2000 Jahre nach Cheops und verfügten, wenn überhaupt, nur über stark veraltete Quellen, die sie heranziehen konnten. Im Falle von Herodot wird sogar geargwöhnt, dass er selbst nie in Ägypten gewesen sei. Hinzu kommen die Ansichten der landeseigenen Bevölkerung, welche freilich nicht mehr jenen der Zeit des Alten Reiches entsprachen und die in die Niederschriften der antiken Autoren mit einflossen: Übermäßig große Gräber wie die Gizeh-Pyramiden müssen die antiken Autoren und später auch die Priester des Neuen Reiches empört haben – sehr wahrscheinlich fühlten sich sowohl die Griechen als auch die Totenpriester zu jener Zeit an den Pharao Echnaton und seine größenwahnsinnigen Bauprojekte erinnert. Dieses äußerst negative Bild wurde bequemerweise und vorbehaltlos auf Cheops und seine gewaltige Pyramide projiziert. Die Ansichten wurden möglicherweise durch die Tatsache gefördert, dass während der Lebenszeit des Cheops die Erlaubnis der Herstellung von überdimensionalen Statuen aus Schmuckstein und deren Aufstellung an öffentlichen Plätzen und in Tempeln allein dem König vorbehalten war. Zu ihren Lebzeiten konnten sich die griechisch schreibenden Historiker und Toten- und Tempelpriester die beeindruckenden Monumente und Statuen des Cheops nicht besser erklären, als das Ergebnis eines größenwahnsinnigen Charakters. Diese Ansichten und die daraus resultierenden Geschichten wurden begierig von den griechischen Historikern gesammelt und so machten sie ihre nicht minder negativen Bewertungen über Cheops, da die zeitgenössische Bevölkerung mit Skandalgeschichten leichter unterhalten werden konnte als mit positiven (und damit langweiligen) Geschichten.
Andere Ägyptologen führen die negative Bewertung durch die griechischen Schriftsteller dabei durchaus auf ägyptische Traditionen zurück, so wurde zum Beispiel: „Die Erinnerung an Cheops im Königshause wachgehalten, auch sein Grabmal wurde wohl in die Denkmalspflege einbezogen. Im 'Volk' aber, zu dem natürlich Priesterschaften gehören können, haben sich neben gänzlicher Beziehungslosigkeit auch unfreundliche Überlieferungen gehalten. Diese letzteren zogen Herodot und Hekataios von Abdera für ihre Darstellungen heran.“ „Daß in der volkstümlichen Überlieferung die Könige keineswegs immer in guter Erinnerung geblieben sind, machen die Geschichten, die griechischen Schriftsteller über die Pyramidenerbauer und andere Könige berichten, deutlich. Sie beruhen sicher trotz der geäußerten Zweifel auf einheimischen Traditionen … Auch der Kult um Cheops hat bis in die Perserzeit überlebt. Das schließt jedoch nicht aus, dass er in anderen Zirkeln verurteilt worden ist. Anders ausgedrückt, wir können nicht mit einer einhelligen Glorifizierung oder Verdammung eines Herrschers in allen Überlieferungsschichten rechnen.“

## Moderne Rezeption
König Cheops ist aufgrund seiner Berühmtheit, ähnlich wie andere Könige und Königinnen – so zum Beispiel Echnaton, Nofretete und Tutenchamun – Gegenstand zahlreicher Dokumentationen, Romane und Kinofilme. Bereits im Jahr 1827 veröffentlichte Jane C. Loudon, eine Pionierin der Science-Fiction, ihren Roman The Mummy! A Tale of the 22nd Century. Sie beschreibt die englische Gesellschaft des 22. Jahrhunderts, die zwar technisch fortgeschritten ist, aber keine Moral mehr kennt. Erst die wieder zum Leben erweckte Mumie des Cheops kann die Menschen zurück auf den rechten Weg führen. Daneben finden sich Werke wie Cheops von Nagib Mahfuz (1939), der sich an die Erzählungen des Papyrus Westcar anlehnt; Herta von Auers König Dedefré. Der Fremdling aus dem Norden (1974), in dem ein nordeuropäischer Fürstensohn während Cheops’ Herrschaft eine Hungerkatastrophe abwendet, von ihm adoptiert wird und nach ihm unter dem Namen Djedefre regiert, oder der Science-Fiction-Roman The Second Coming of the Star Gods von Page Bryant (2004), der Cheops’ angeblich göttliche Abstammung zum Thema hat. Der französische Schriftsteller und Archäologe Guy Rachet veröffentlichte in den Jahren 1997 und 1998 fünf Romane über die Pyramidenbauer der 4. Dynastie. Die beiden ersten Bände Die Sonnenpyramide und Traum aus Stein drehen sich um Cheops.
Bekannte Spielfilme, die sich um Cheops und den Bau seiner Pyramide drehen, oder zumindest auf die Cheops-Pyramide anspielen, sind Howard Hawks’ Land der Pharaonen (Land of the Pharaohs) von 1955 und Roland Emmerichs Stargate von 1994.
Cheops und seine Große Pyramide zu Gizeh sind des Weiteren Gegenstand zahlreicher pseudowissenschaftlicher Hypothesen, nach denen die Pyramide unter Mitwirkung von Außerirdischen errichtet worden sei und Cheops diese lediglich wiederverwendet habe, wobei die archäologischen Fundlagen entweder verfälscht oder schlichtweg ignoriert werden (siehe auch Pyramidologie).
Ein 1984 entdeckter erdnaher Asteroid trägt Cheops’ Namen in englischer Schreibweise: (3362) Khufu.